# NGC 3152
NGC 3152 é uma galáxia lenticular (SB0) localizada na direcção da constelação de Leo Minor. Possui uma declinação de +38° 50' 37" e uma ascensão recta de 10 horas, 13 minutos e 34,1 segundos.
A galáxia NGC 3152 foi descoberta em 27 de Março de 1854 por William Parsons.